# Taucherfriedhof

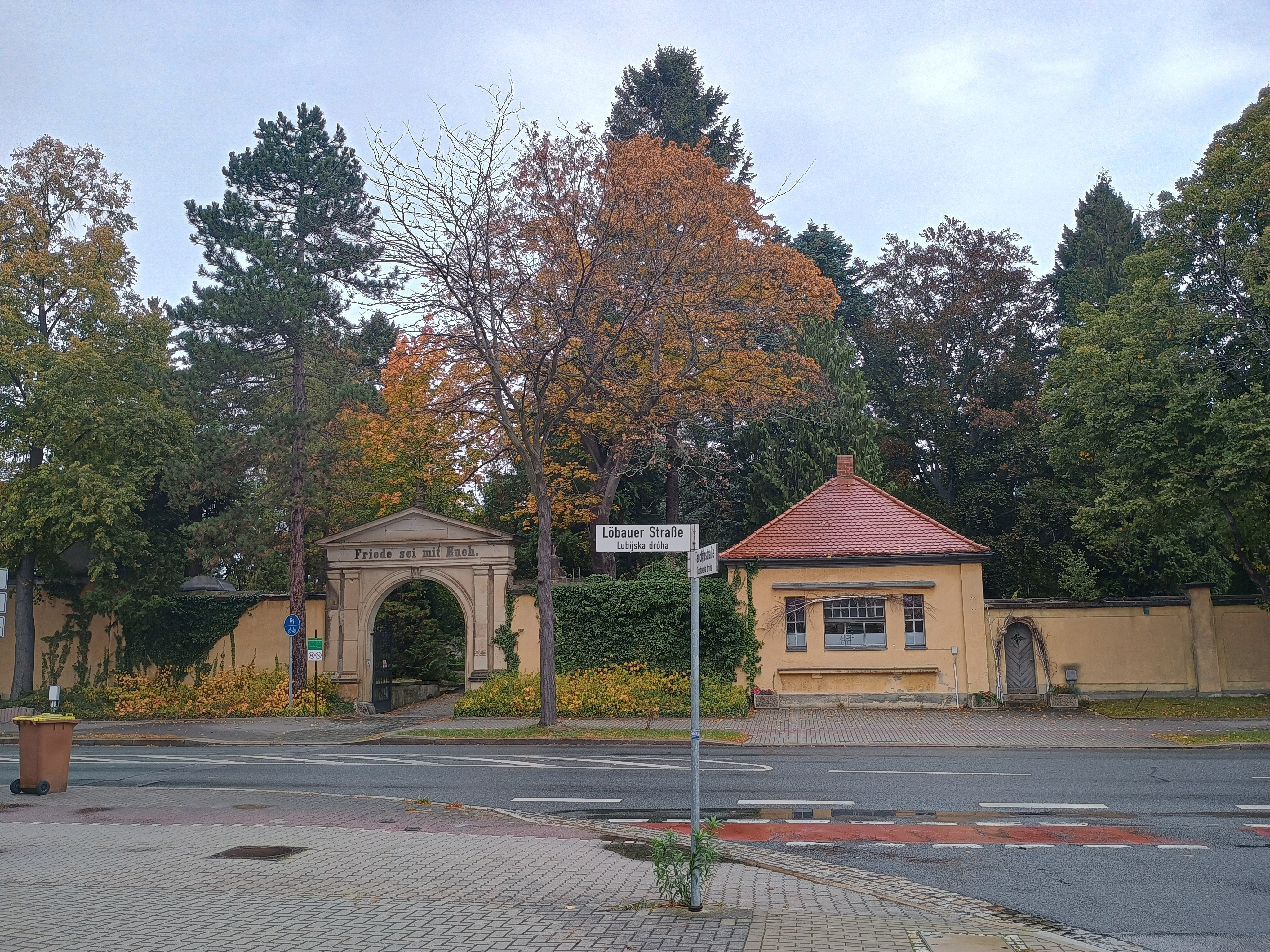
Eingang zum Gottesacker zum Taucher an der Löbauer Straße in Bautzen

Der Gottesacker zum Taucher, kurz Taucherfriedhof (obersorbisch Tuchorski kěrchow) genannt, liegt im Bautzener Stadtteil Nordostring, an der Löbauer Straße. Er ist mit einer Fläche von 8 Hektar der größte Friedhof auf dem Gebiet der Stadt Bautzen. Er gehört zur evangelisch-lutherischen Kirchengemeinde St. Petri Bautzen. Auf dem Gelände des Friedhofs liegt die Evangelisch-Lutherische Taucherkirche.

## Geschichte
Im Jahr 1523 kaufte der Bischof von Meißen, Johann VII. von Schleinitz, ein Stück Land, das vor den Toren der Stadt lag. Auf dem Friedhof wurde eine aus dem Taucherwald umgesetzte, der Jungfrau Maria geweihte hölzerne Kapelle platziert. 1599 wurde das Areal aufgrund vieler Opfer von Epidemien erweitert. Im Dreißigjährigen Krieg wurden der Friedhof und seine Anlagen schwer beschädigt und danach wieder neu hergerichtet. Im Siebenjährigen Krieg wurde er von der preußischen Armee besetzt und in den Befreiungskriegen von 1813 bis 1815 erneut schwer verwüstet. Im Jahr 1875 wurde eine Erweiterung des Friedhofsgeländes in geometrischer Form vom Kirchenvorstand beschlossen. 1885 wurde eine größere Leichenhalle eröffnet. 1899 erfolgte eine vierte Vergrößerung und 1911 wurde das Gelände zum vorerst letzten Mal erweitert. Dabei entstand die an einen Park angelehnte Gestaltung des Friedhofs. Auf dem Zentralweg des Friedhofs sind barocke Familiengräber aus den letzten 400 Jahren erhalten.

## Bestattungsformen
Auf dem Friedhof sind Einzel- oder Sammelurnengräber, Einzel- oder Familien-Erdgräberstätten und auch Baumbestattungen möglich.

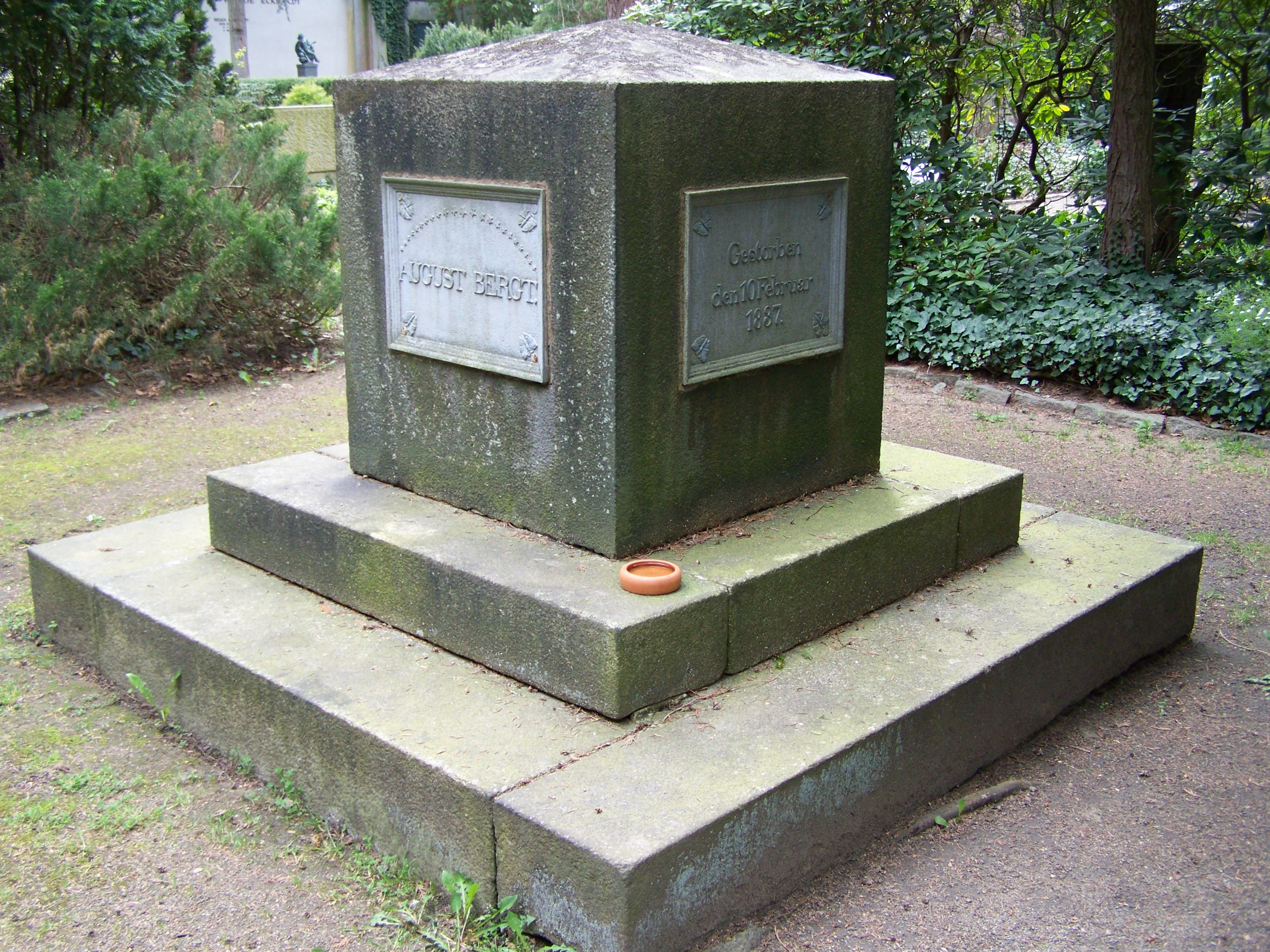
Grabstätte August Bergt
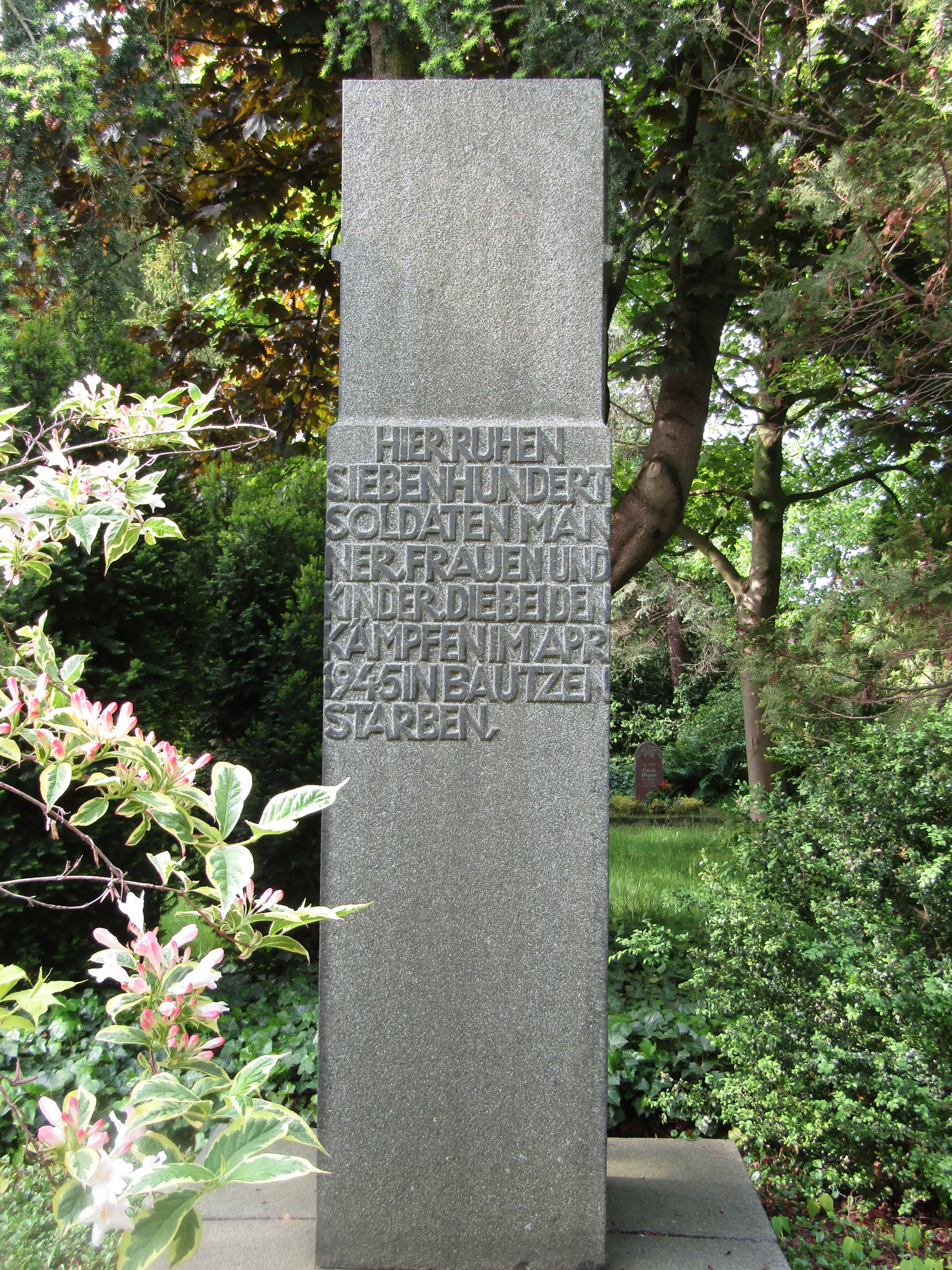
Gedenkstele auf dem Taucherfriedhof Bautzen, Inschrift: Hier ruhen siebenhundert Soldaten Männer, Frauen und Kinder, die bei den Kämpfen im April 1945 in Bautzen starben
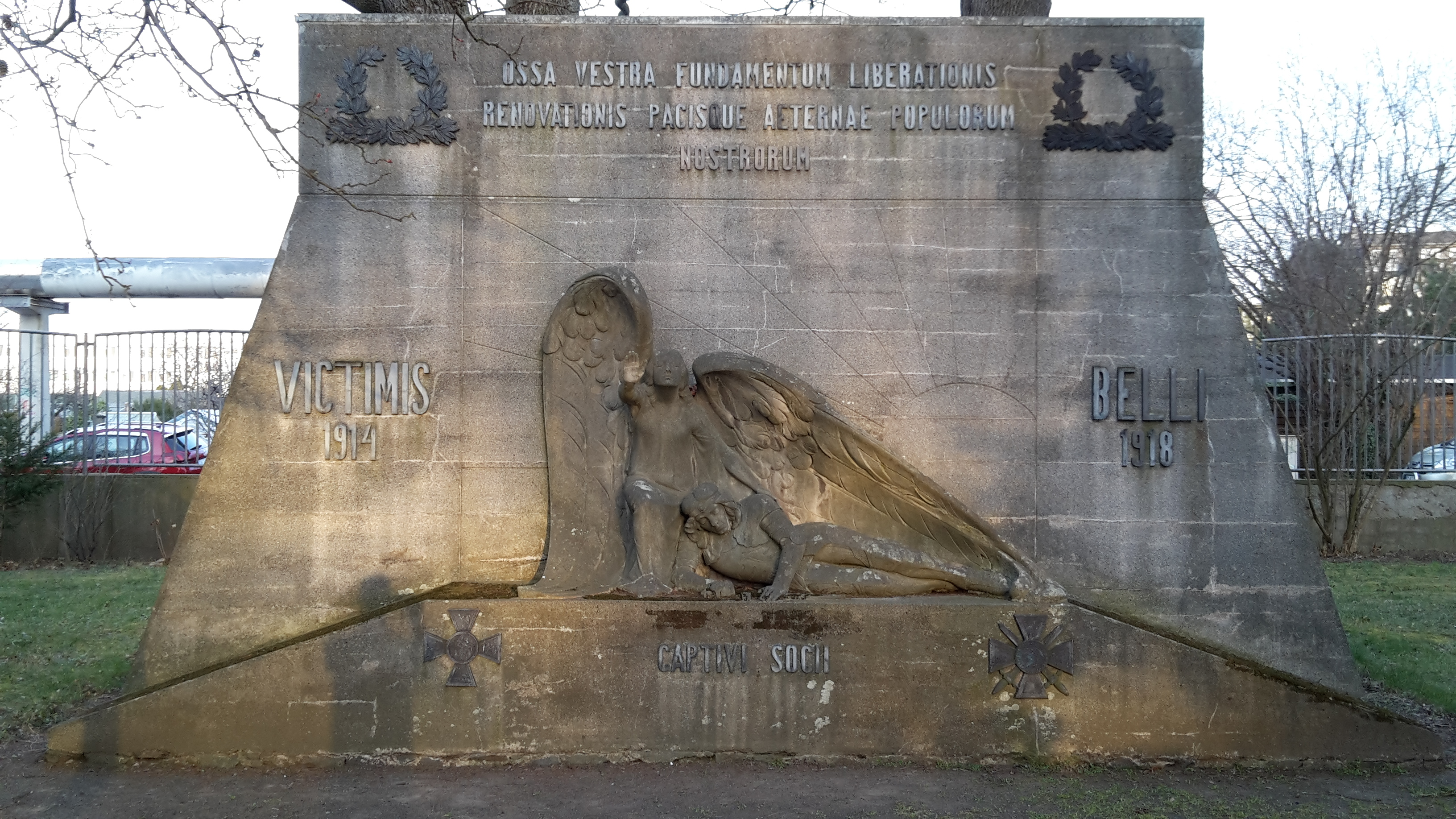
Denkmal für verstorbene Kriegsgefangene in Bautzen
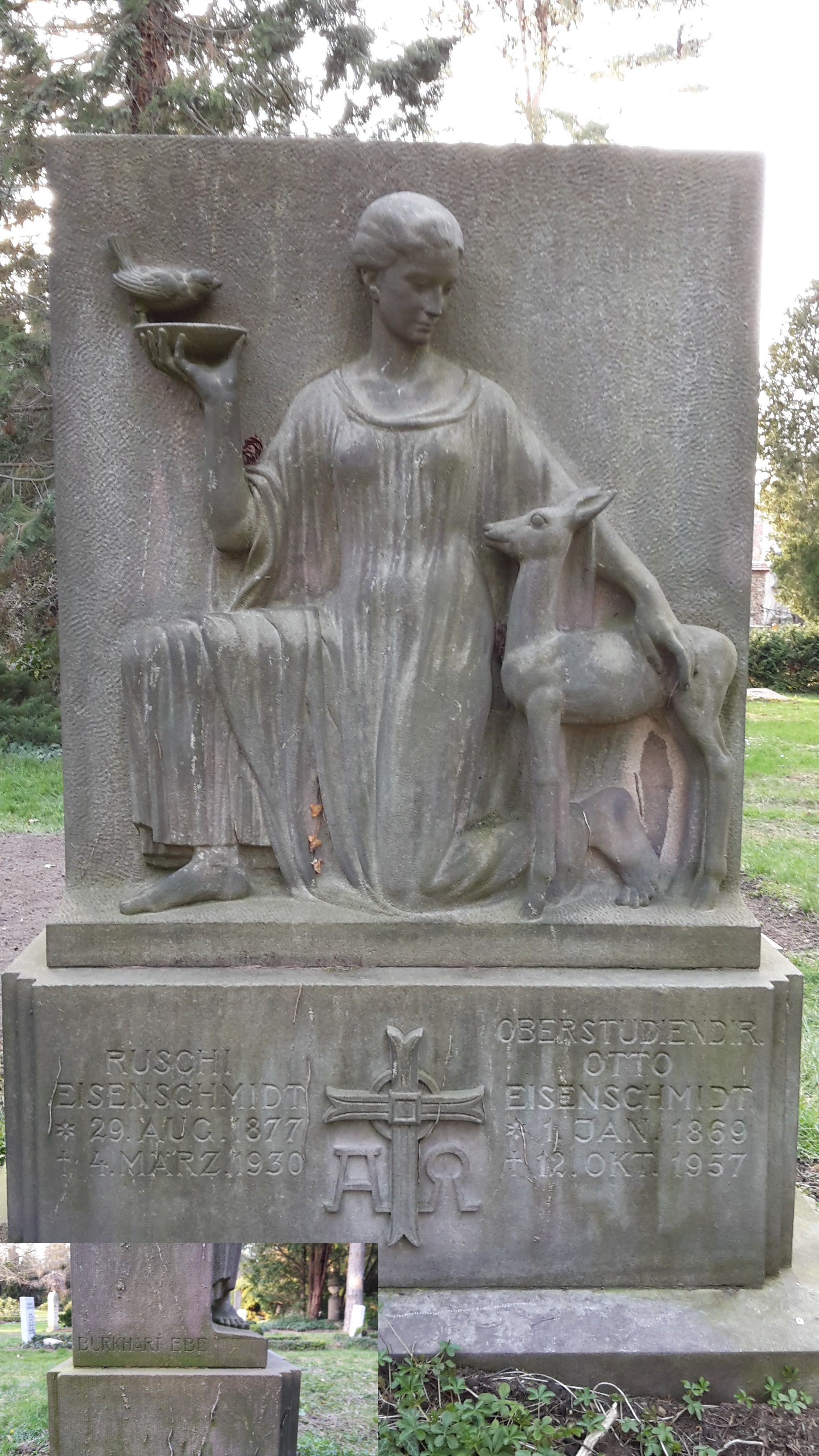
Grabstätte Otto und Rusch Eisenschmid
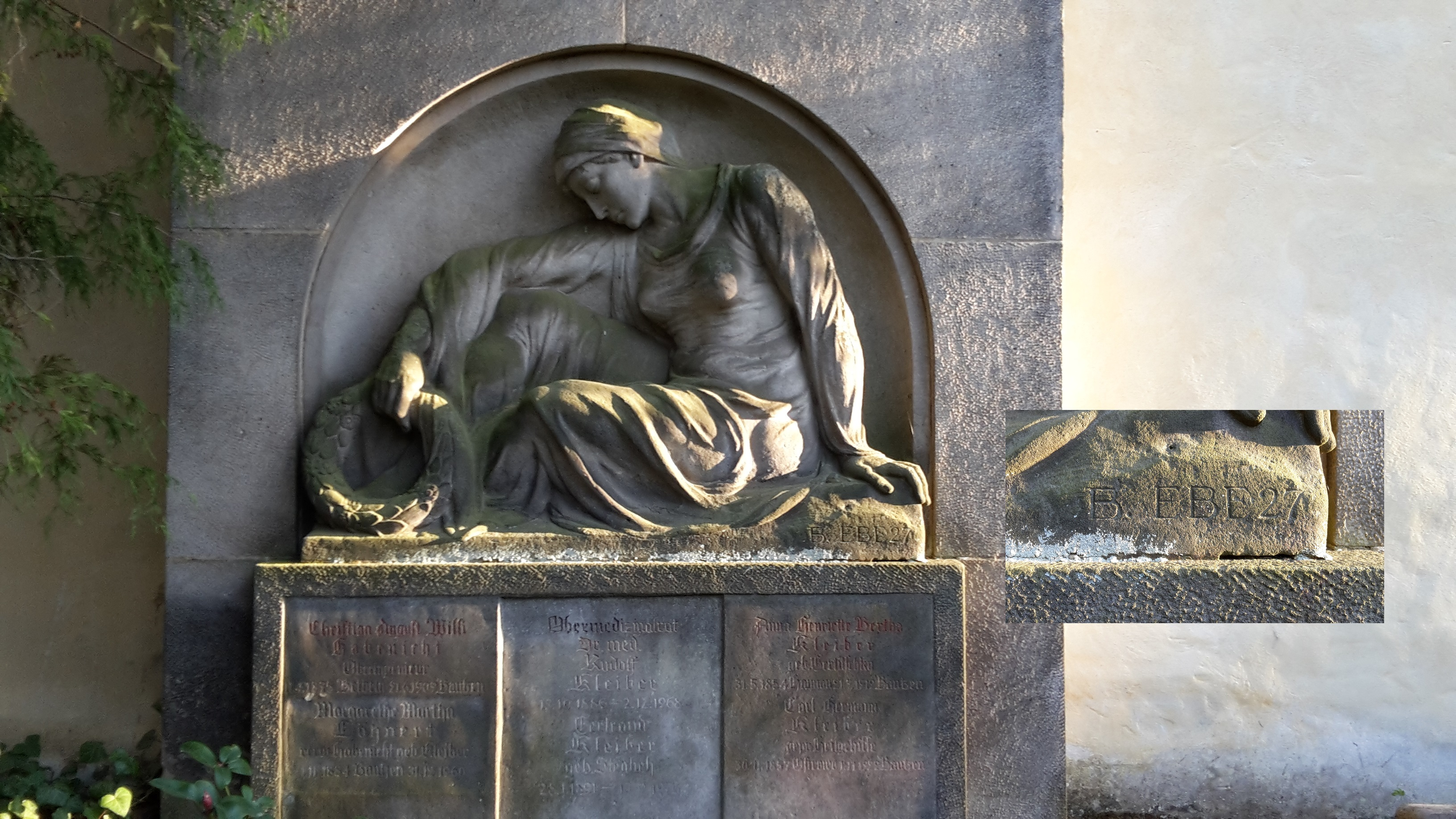
Grabstätte Kleiber
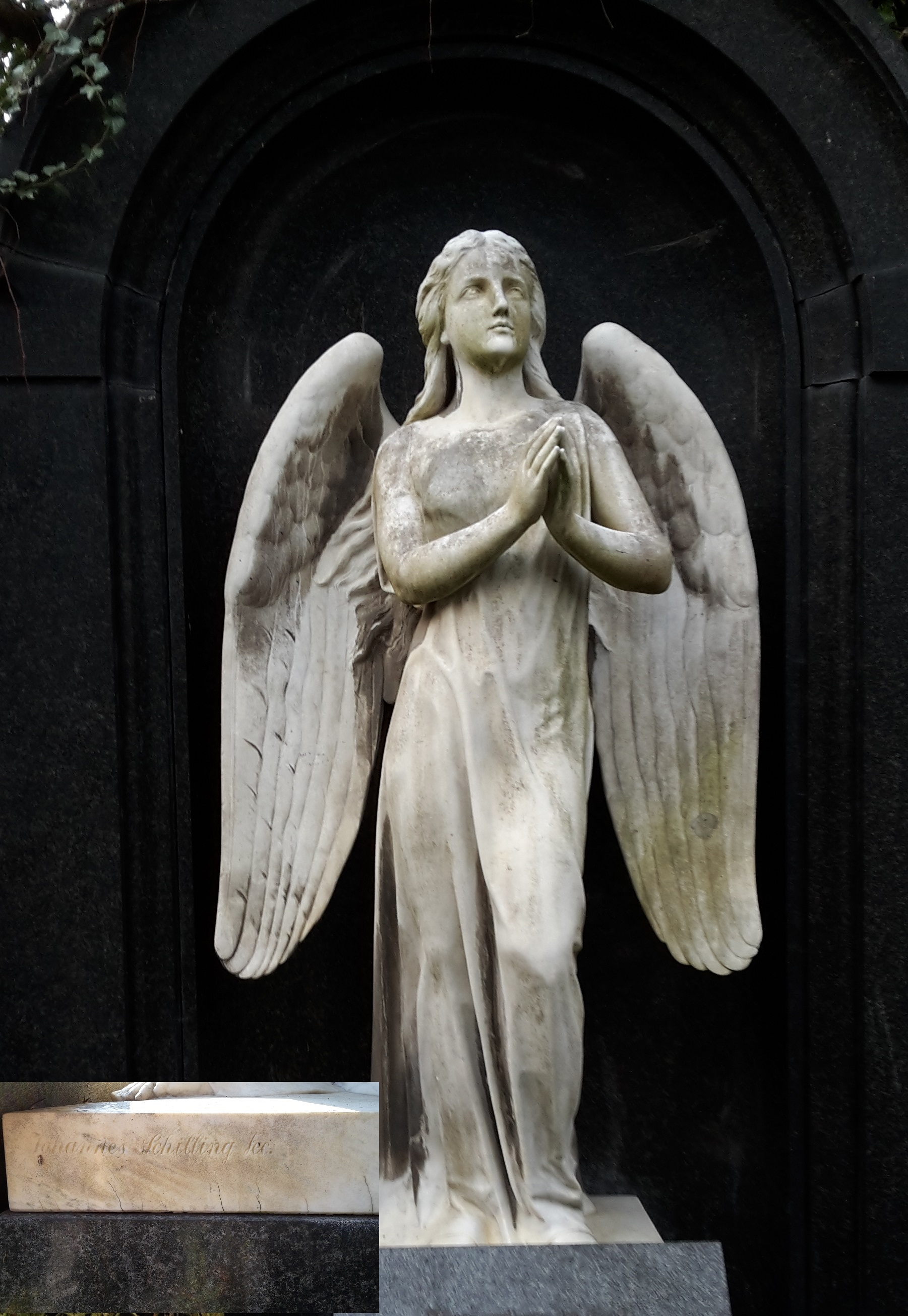
Grabstätte Naumann mit Engel
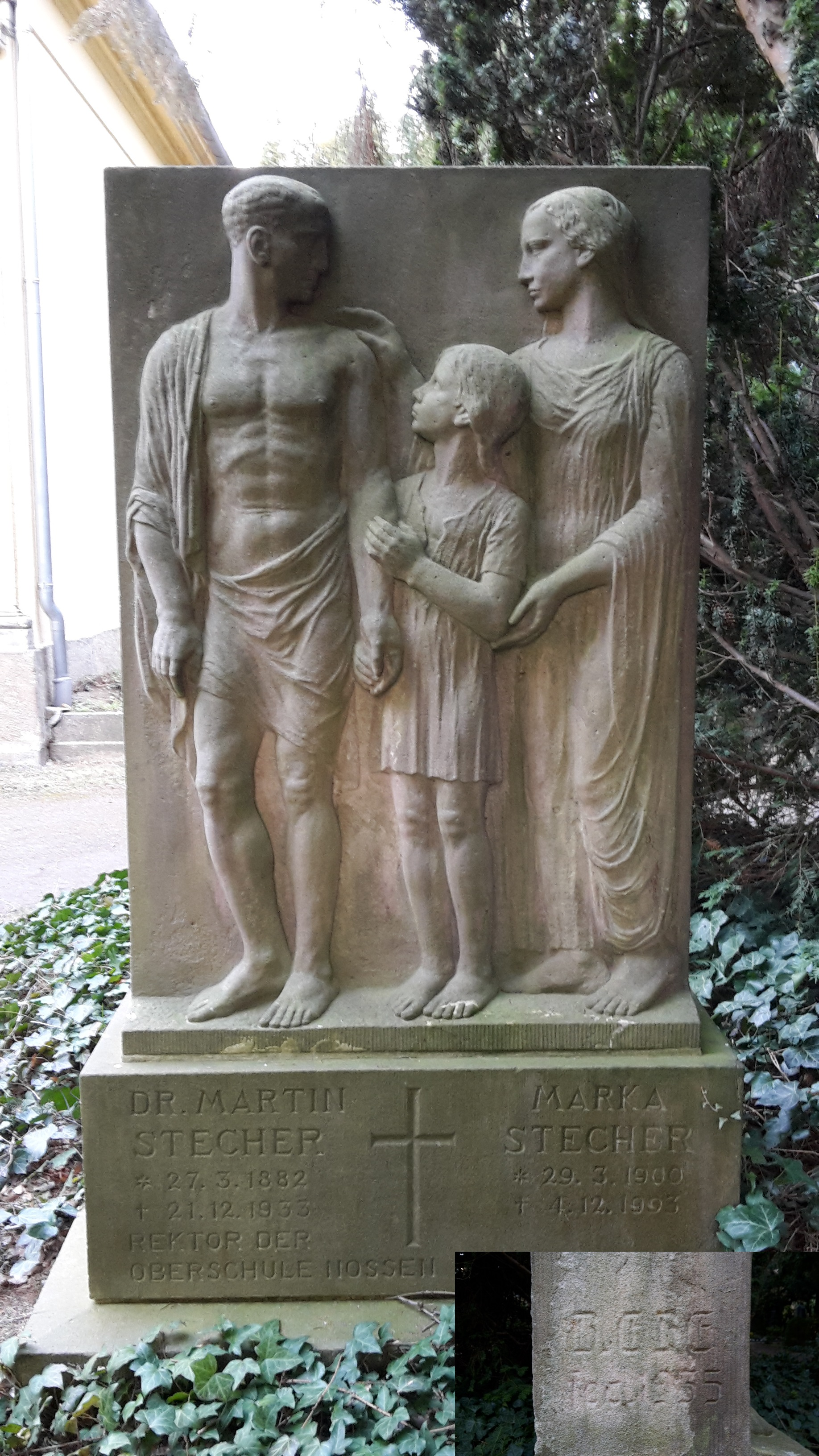
Grabmal Stecher
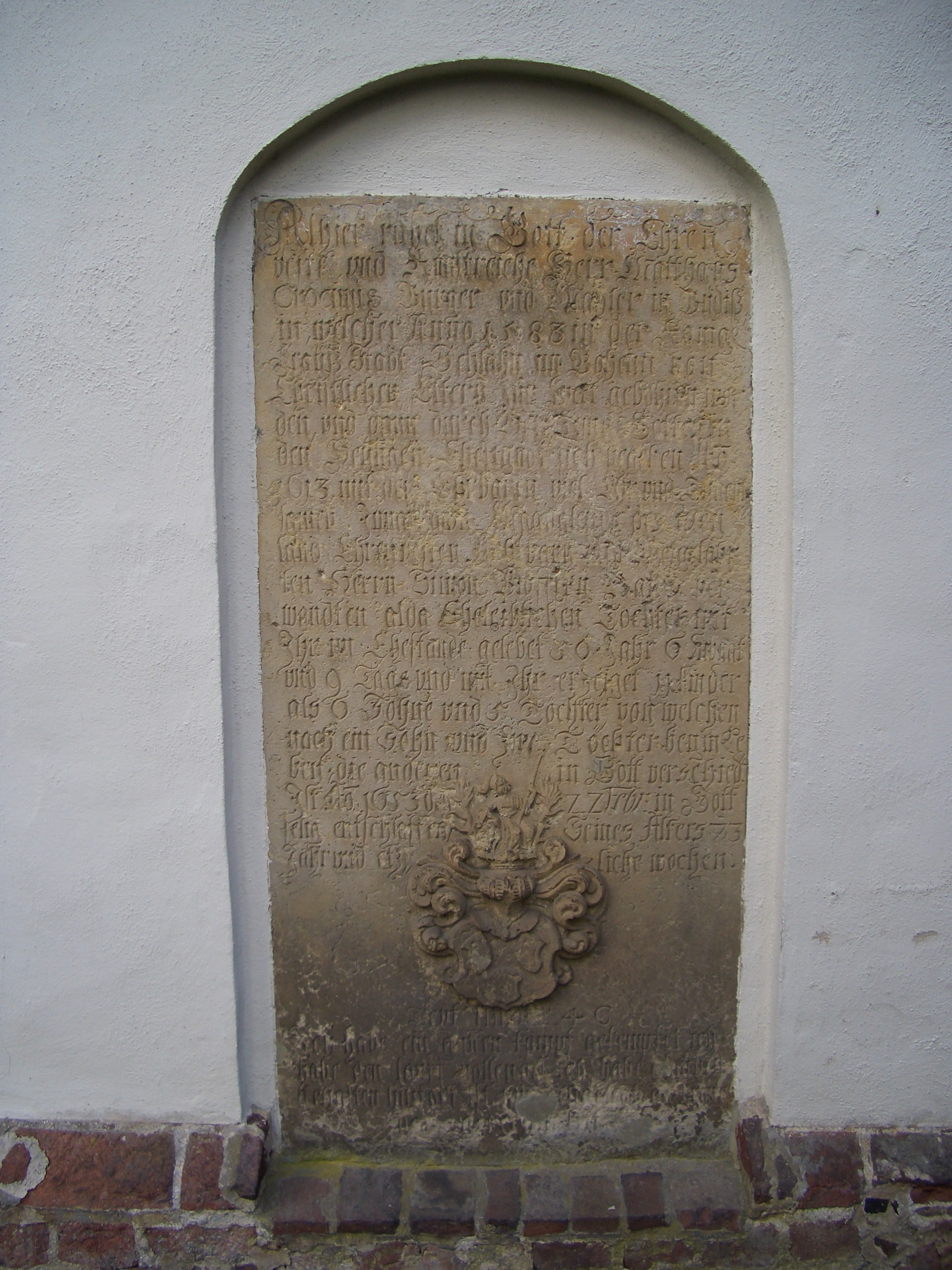
Grabmal Matthäus Crocinus
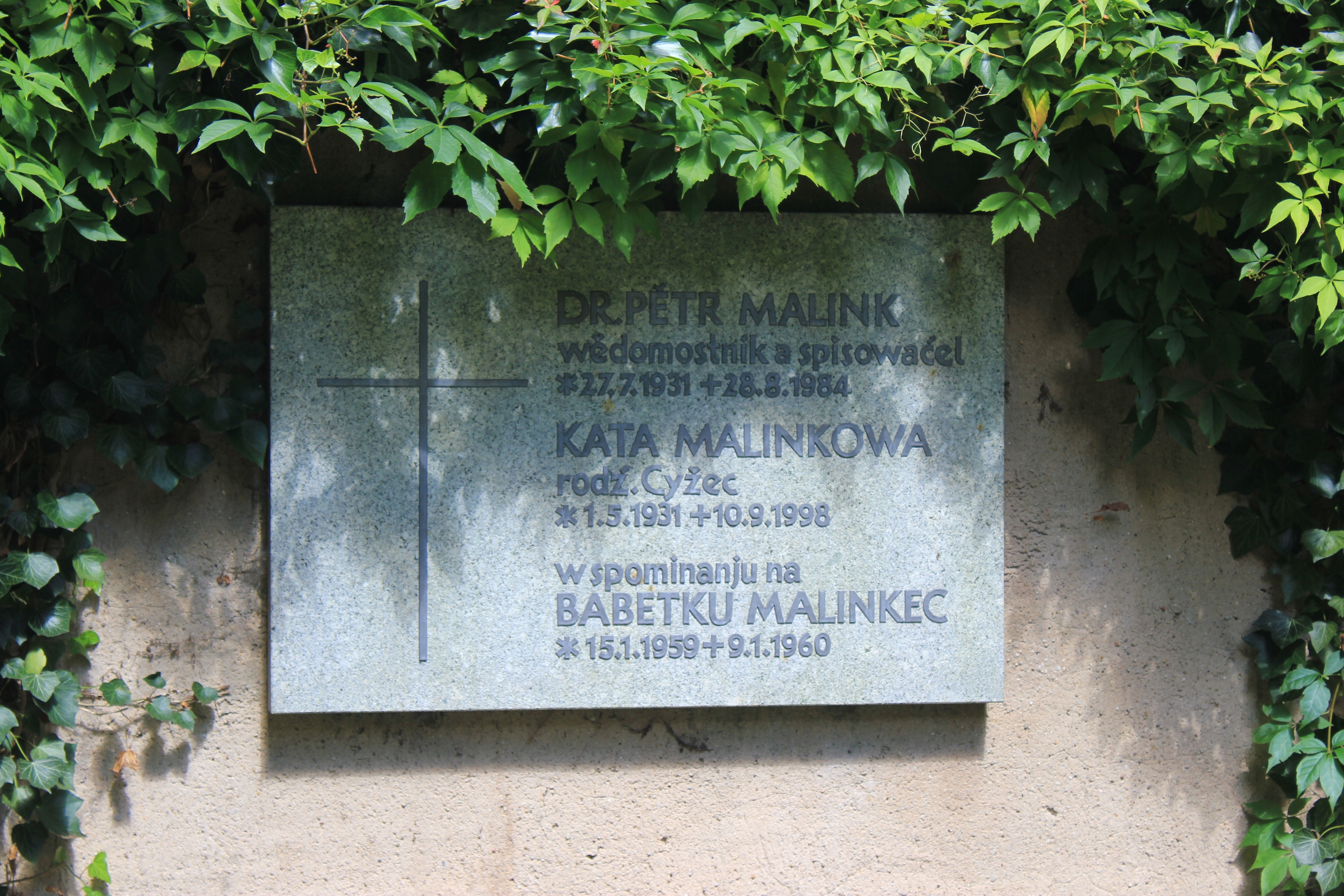
Grabstein von Pětr und Kata Malink (Mahling) auf dem Taucherfriedhof in Bautzen
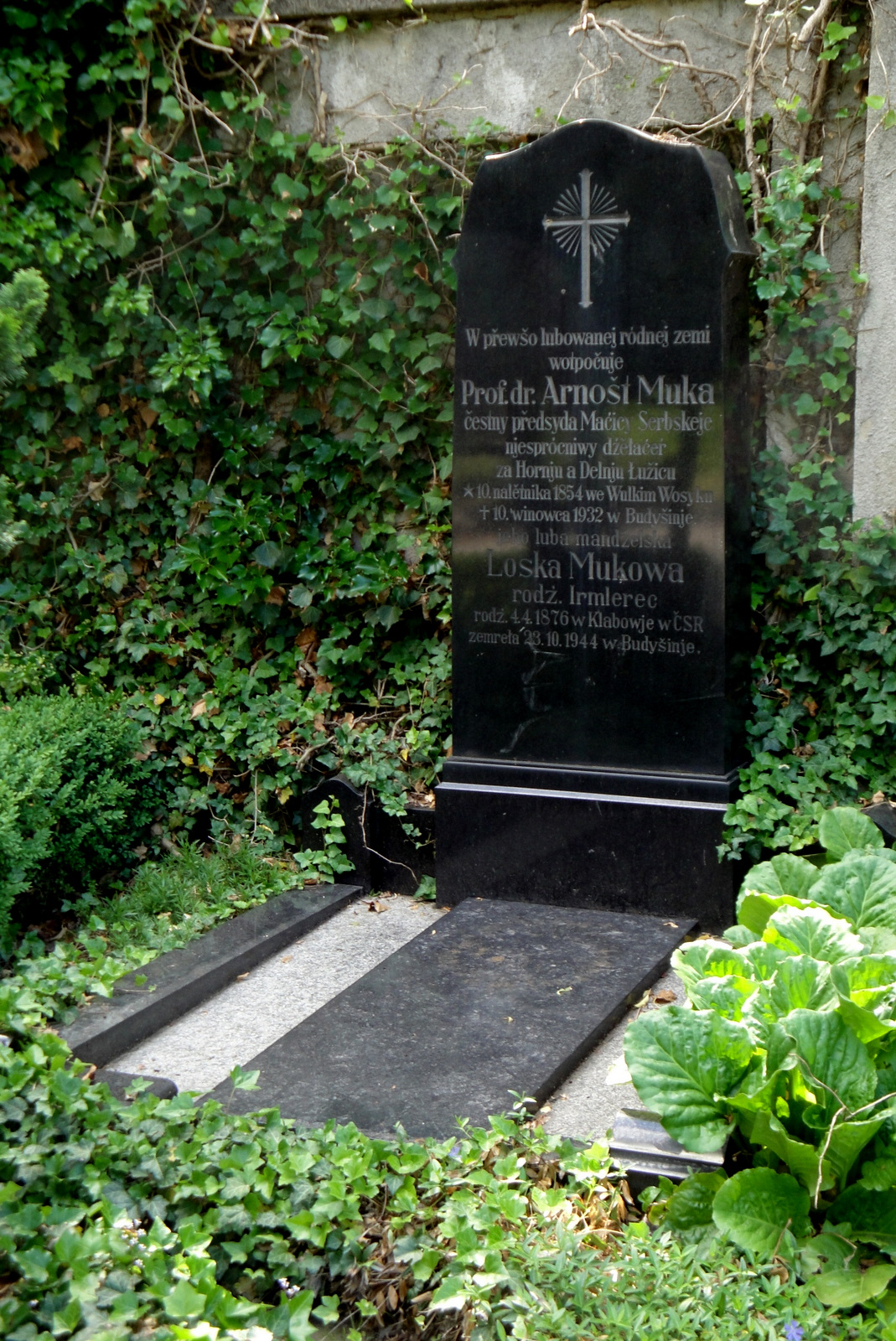
Grabstein von Arnošt Muka auf dem Taucherfriedhof in Bautzen
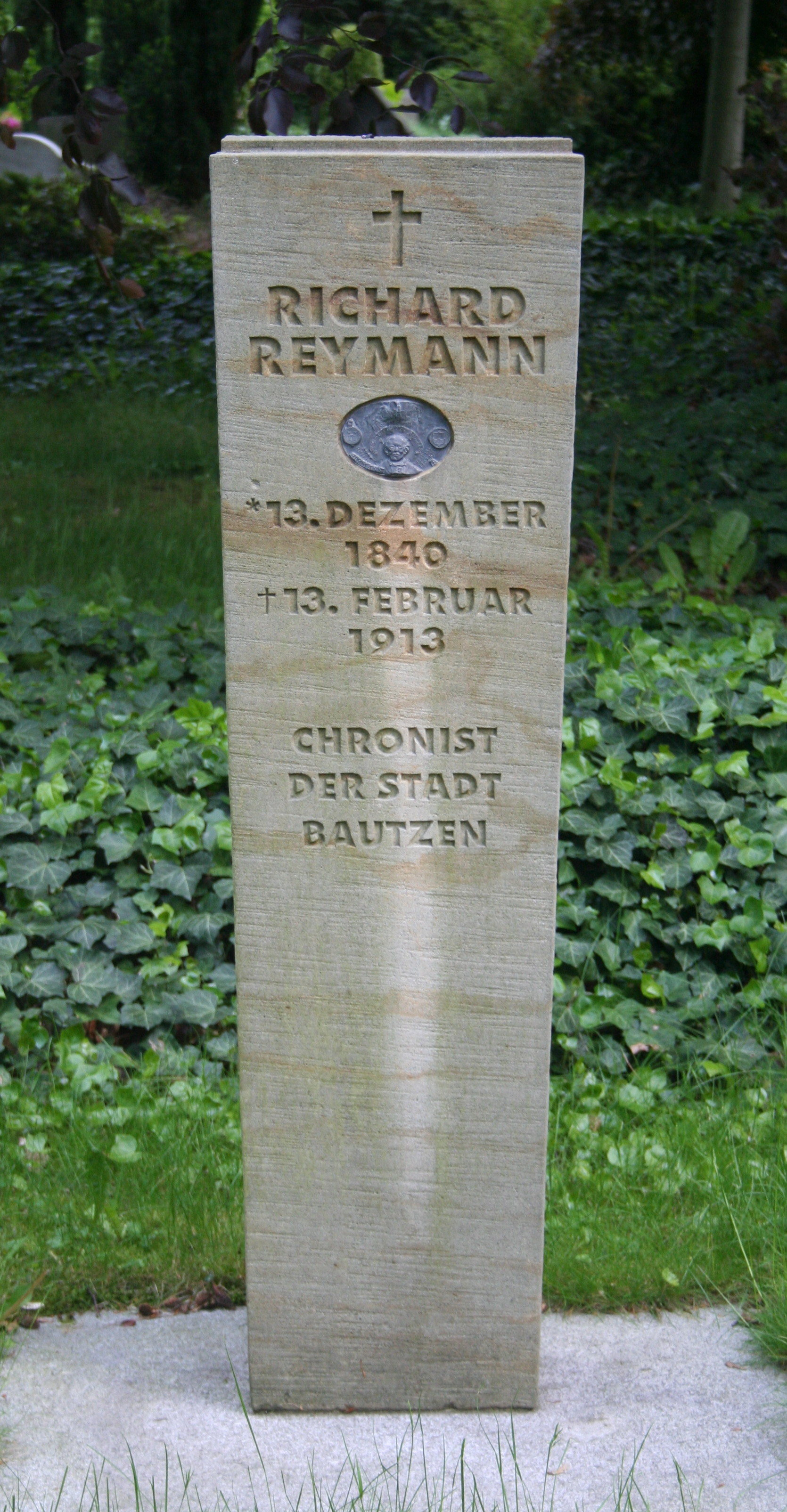
Grabstätte von Richard Reymann